# أكيمة منوية
الأكيمة المنوية (بالإنكليزية: Seminal colliculus) هو ارتفاع صفير يقع ضمن الإحليل البروستاتي (حيث يوجد ثلاثة أقسام للإحليل عند الرجال، هي بالترتيب:الإحليل البروستاتي، الإحليل الغشائي، الإحليل الإسفنجي) تشكل الأكيمة المنوية معلما بالقرب من مدخل غدتا الحويصلان المنويان.
جنينياً، الأكيمة المنوية مشتقة من المنشم الرحمي المهبلي. الأكيمة المنوية هي معلم هام في تصنيف الاضطرابات التي تحدث في مجرى البول. على الحافة الوحشية للأكيمة المنوية العناصر التالية:
- فتحات الأقنية البروستاتية.
- فتحتا القناتان الدافقتان.
- فتحة القريبة البروستاتية (prostatic utricle)

## الأصل اللغوي
أكيمات في اللغة العربية هي تصغير من أكمة وتعني تلة صغيرة أو جبل صغير